# Мария-Тереза де Браганса
Мария-Тереза де Браганса, известна и като Мария-Тереза Португалска, е португалска инфанта, по съпруг – ерцхерцогиня на Австрия.

## Произход
Мария-Тереза е родена на 24 август 1855 г. в Клайнхойбах, Бавария, като Мария Тереза Имакулада Консейсао Фернанда Еулалия Леополдина Аделаида Изабел Каролина Микаела Рафаела Габриела Франсиска де Асиз и де Паула Гонзага Инес София Бартоломеа дос Анжоз де Браганса. Тя е дъщеря на португалския крал в изгнание Мигел I и на принцеса Аделхайд фон Льовенщайн-Вертхайм-Росенберг.
През 1828 г. бащата на Мария-Тереза става крал на Португалия, след като детронира племенницата си Мария II. След продължителна гражданска война, през 1834 г. Мария II е възстановена на престола, а Мигел I е прогонен от Португалия и оттогава живее в изгнание в различни страни, установявайки се през 1851 г. в Германия, където се жени за принцеса Аделхайд фон Льовенщайн, с която създава голямо семейство.
Бащата на Мария-Тереза обаче умира през ноември 1866 г., преди тя или някой от шестте ѝ братята и сестри да са достигнали пълнолетие. Изключително амбициозна жена, майката на Мария-Тереза прекарва следващите десет години в непрекъснати усилия да осигури бъдещето на децата си, като им уреди перспективни бракове с представители на видни европейски аристократични фамилии.

## Австрийска ерцхерцогиня
Смятана за една от най-красивите жени в Европа, Мария-Тереза е избрана за трета съпруга на овдовелия австрийски ерцхерцог Карл Лудвиг, който е по-малък брат на австро-унгарския император Франц Йосиф и на мексиканския император Максимилиан I. Венчавката е извършена в Клайнхойбах на 23 юли 1873 г., след което двойката се установява да живее в императорския двор на Виена.
Въпреки че ражда на съпруга си две дъщери и се грижи за четирите деца от втория му брак, бракът на Мария-Тереза и ерцхерцога е изключително нещастен, тъй като тя търпи постоянен тормоз и насилие от Карл Лудвиг. Мария-Тереза обаче придобива важна роля в императорския двор, след като императрица Елизабет се оттегля от церемониалните си задължения заради самоубийството на престолонаследника Рудолф през януари 1889 г. Тогава Мария-Тереза замества императрицата на официални събития в Хофбург, приемайки заедно с императора почести от нейно име. Тези задължения Мария-Тереза изпълнява до смъртта на съпруга си през 1896 г.
И след смъртта на Карл Лудвиг Мария-Тереза продължава да бъде влиятелна фигура в императорския двор и да се ползва с уважението на императора – до такава степен, че когато плъзват слухове за нейна любовна афера и планиран брак с граф Кавриани, никой не посмява да каже и дума срещу нея. По това време Мария-Тереза прекарва зимите във Виена, а летата в замъка в Райхщат, Бохемия.
Мария-Тереза оказва силна подкрепа на заварения си син Франц Фердинанд в желанието му да се ожени за София Хотек въпреки съпротивата на императорското семейство. Мария-Тереза посещава един манастир в Прага, за да се срещне с Хотек и да я доведе в дома си. Мария-Тереза дори се опитва да убеди императора да позволи този брак. След като Франц Йосиф дава неохотно съгласието си, Мария-Тереза се заема лично с приготовленията за сватбата на ерцхерцога. Запазва близките си отношения с Франц Фердинанд и Мария Хотек до убийството им в Сараево на 28 юни 1914 г. След смъртта на престолонаследника и съпругата му Мария-Тереза се постарава да осигури финансово техните три деца, като заплашва императора, че ако не им отпусне годишна издръжка, тя ще се откаже в тяхна полза от вдовишката си пенсия (по-голямата част от имуществото на Франц Фердинанд преминава към племенника му Карл Австрийски).
След смъртта на Франц Йосиф през ноември 1916 г. австро-унгарският престол е зает от ерцхерцог Карл Австрийски, племенник на Франц Фердинанд. Карл управлява до ноември 1918 г., когато Австро-унгарската империя се разпада след загубата на Първата световна война. Тогава Мария-Тереза придружава императорско семейство в изгнанието им на остров Мадейра, но скоро се завръща във Виена, където прекарва остатъка от живота си.

## Последни години
През 1929 г. разстроените финанси на Мария-Тереза я принуждават да продаде чрез двама агенти в Съединените щати Наполеоновата диамантена огърлица, която е получила в наследство от съпруга си. След няколко опита за продажба, огърлицата е продадена за 60 хиляди щатски долара с помощта на племенника ѝ ерцхерцог Леополд Австрийски, граф на Тоскана. Той и агентите обаче задържат за себе си около 90% от сумата, оправдавайки се с направените разходи. Мария-Тереза е принудена да заведе дело пред съда в Щатите, което довежда до връщането на бижуто, ареста на племенника ѝ и бягството на двамата агенти.
Умира във Виена на 12 февруари 1944 г.

## Деца
- Мария-Анунциата Австрийска (1876 – 1961)
- Елизабет Амалия Австрийска (1878 – 1960)